# Kvalifikace na Mistrovství světa ve fotbale 1958
V kvalifikaci na Mistrovství světa ve fotbale 1958 se národní týmy z pěti fotbalových konfederací ucházely o 14 postupových míst na závěrečný turnaj. Pořadatelské Švédsko spolu s obhájcem titulu - Západním Německem měli účast na závěrečném turnaji jistou. Kvalifikace se účastnilo 55 zemí.
Kvalifikace na předchozí mistrovství světa byla velmi zmatečná - s kontroverzními pravidly a mnoha odhlášenými týmy. Od této kvalifikace se FIFA rozhodla delegovat pořádání kvalifikace na svých pět konfederací, které v nedávné době vznikly. Každé konfederaci určila počet místenek na závěrečném turnaji a všechno ostatní (systém kvalifikace v dané zóně, pořádání zápasů, atp.) dala na starost svým konfederacím.
| Region                                        | Počet místenek na finálovém turnaji pro tento region                    | Počet účastníků kvalifikace v tomto regionu |
| --------------------------------------------- | ----------------------------------------------------------------------- | ------------------------------------------- |
| Afrika (CAF) a Asie (AFC)                     | 1                                                                       | 12                                          |
| Evropa (UEFA)                                 | 11 (včetně pořadatelského Švédska a obhájce titulu - Západního Německa) | 27                                          |
| Jižní Amerika (CONMEBOL)                      | 3                                                                       | 9                                           |
| Severní, Střední Amerika a Karibik (CONCACAF) | 1                                                                       | 6                                           |

Před touto kvalifikací bylo také přijato pravidlo, že se žádný tým (kromě hostitele turnaje a obhájce titulu) nesmí kvalifikovat bez toho, aby sehrál minimálně jeden kvalifikační zápas. To se totiž v minulých kvalifikacích kvůli odhlášení mnoha týmů stávalo celkem často. Toto pravidlo se následně dotklo týmu  Izrael, který vyhrál spojenou africkou a asijskou zónu bez toho, aby odehrál alespoň jeden kvalifikační zápas. Byl mu proto nalosován jeden z vyřazených evropských týmů -  Wales se kterým se utkal ve speciální baráži.

## Kvalifikační skupiny
Celkem 46 reprezentací sehrálo alespoň jeden kvalifikační zápas. Sehráno jich bylo 89 a padlo v nich 341 branek (tj. 3,83 na zápas).

### Afrika (CAF) a Asie (AFC)
(12 týmů bojujících o 1 místenku)
Před startem společné africké a asijské zóny byly dva týmy vyloučeny. Do kvalifikace tak měla vstoupit desítka týmů. Nejhorší dvojice se v předkole měla utkat doma a venku o postup do první fáze. V té byla devítka týmů rozlosována do čtyř skupin po třech, resp. dvou celků. Vítězové skupin následně měli postoupit do druhé fáze, kde měli utvořit jednu skupinu, ze které měly první dva týmy postoupit do třetí fáze hrané doma a venku, jejíž vítěz měl postoupit na MS. Vzhledem k odhlášení mnoha týmů se  Izrael stal vítězem této kvalifikační zóny bez boje. Vzhledem k pravidlu, že se nikdo kromě pořadatele a obhájce titulu nemůže na MS kvalifikovat bez odehrání jediného zápasu, byl Izraeli nalosován ve speciální baráži jeden z vyřazených evropských týmů. Vítěz této baráže postoupil na MS.

### Evropa (UEFA)
(27 týmů bojujících o 9 místenek)
Všech 27 účastníků evropské kvalifikace bylo rozlosováno do 9 skupin po 3 týmech. Ve skupinách se utkal každý s každým dvoukolově doma a venku. Vítězové skupin postoupili na MS.

### Jižní Amerika (CONMEBOL)
(9 týmů bojujících o 3 místenky)
Devítka účastníků byla rozlosována do tří skupin po třech. Ve skupinách se utkal každý s každým dvoukolově doma a venku. Vítězové skupin postoupili na MS.

### Severní, Střední Amerika a Karibik (CONCACAF)
(6 týmů bojujících o 1 místenku)
V první fázi byla šestice týmů rozdělena do dvou skupin po třech. Ve skupinách se utkal každý s každým dvoukolově doma a venku. Vítězové skupin se následně ve druhé fázi střetli systémem doma a venku o postup na MS.